# Paseo Calviá

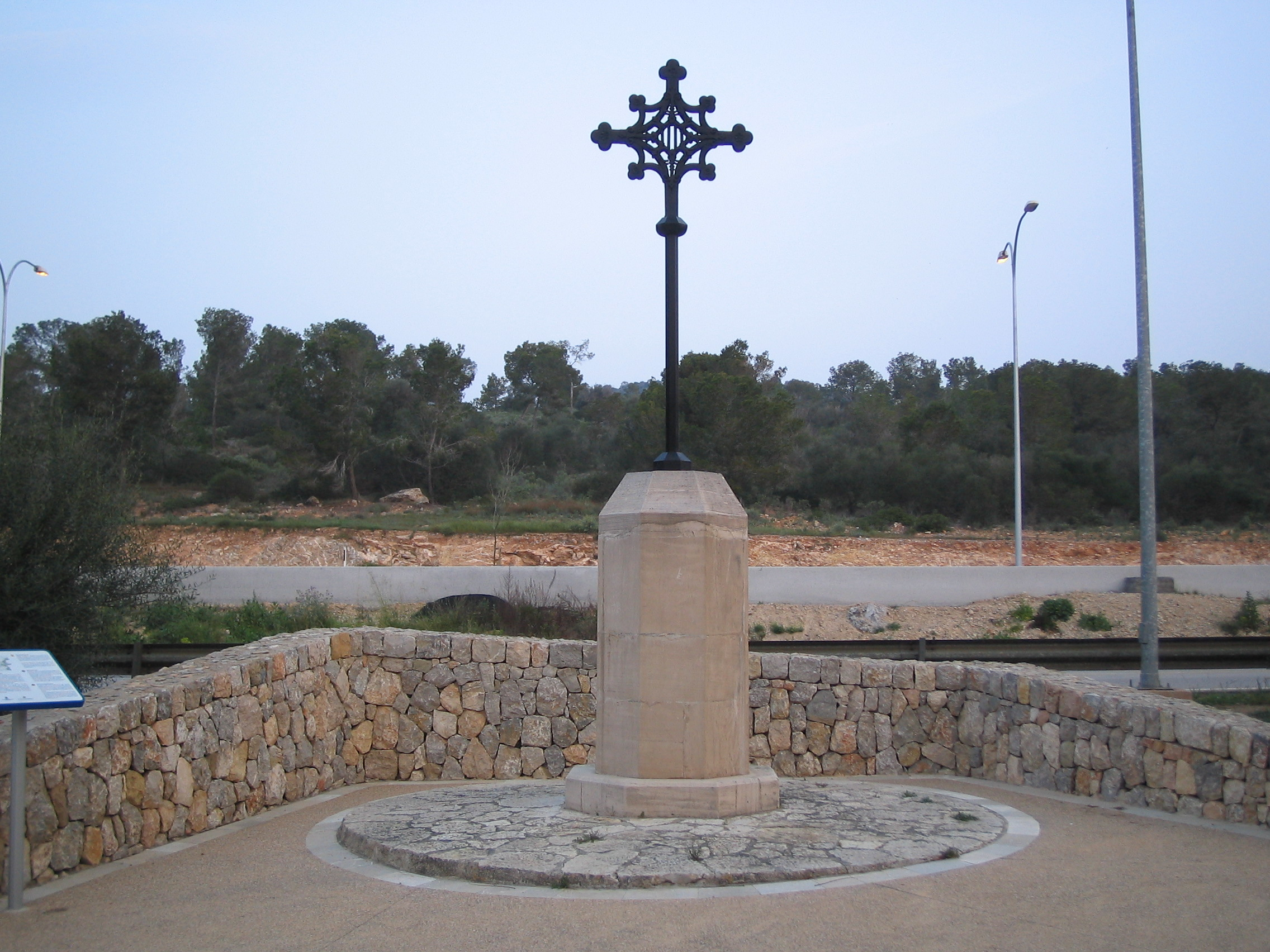
Cenotafio de los caballeros Montcada (que murieron en la Sierra de Na Burguesa durante la Conquista de Mallorca por el rey Jaime I). Se encuentra enclavado en el entramado del Paseo Calviá; Cruz de los Montcada.

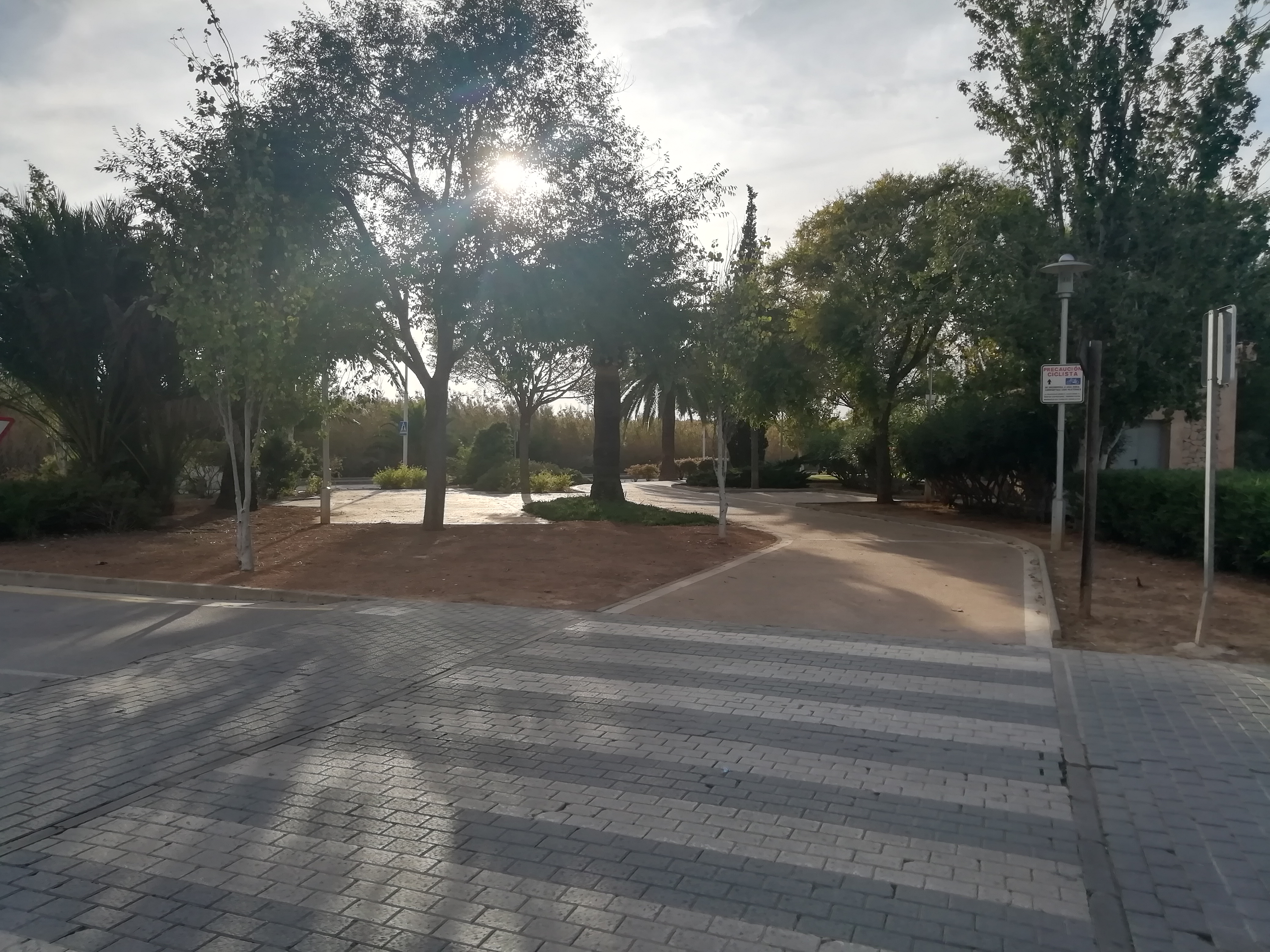
Parte del paseo Calviá en la zona de Magaluf.

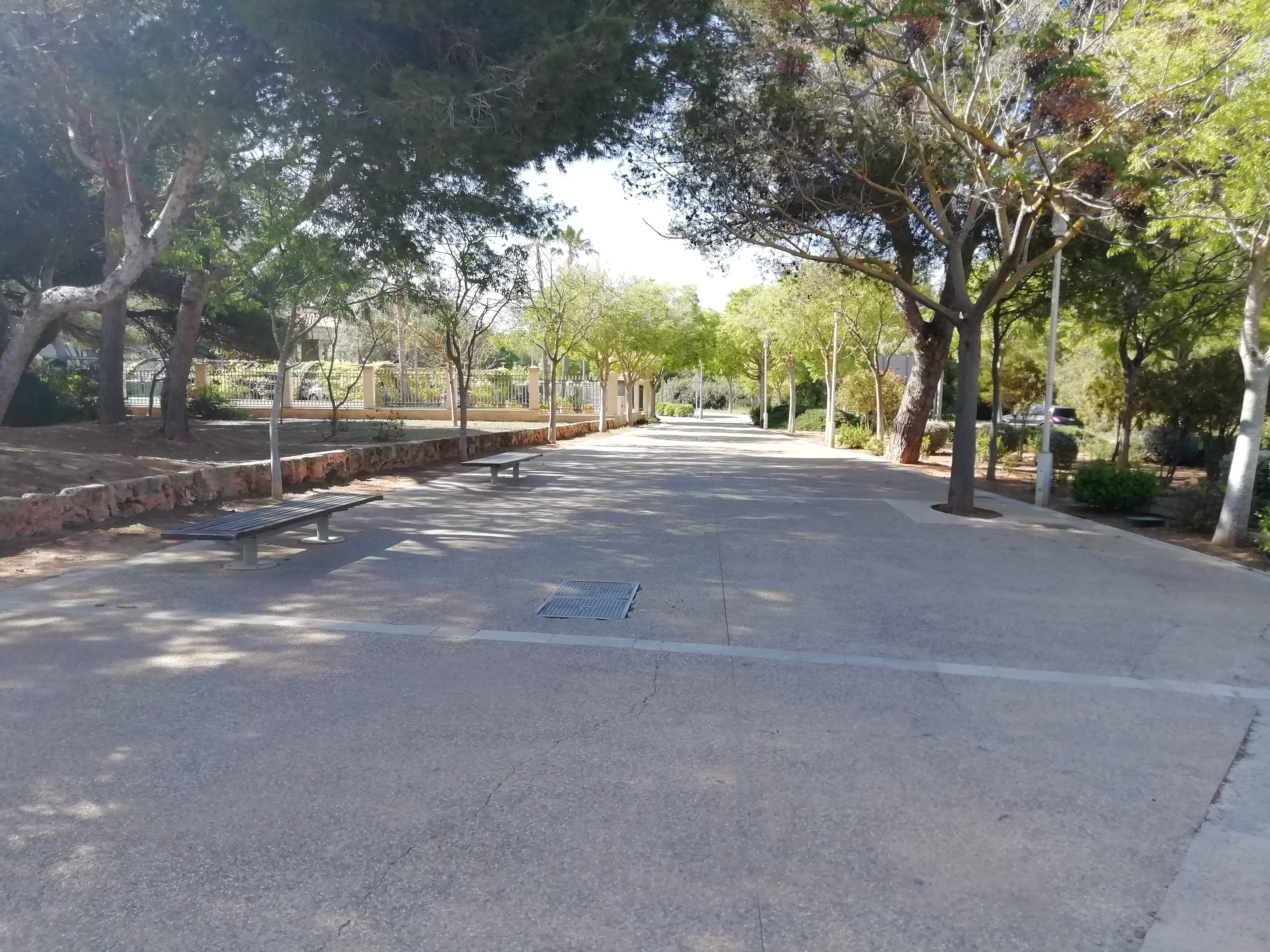
Parte del paseo Calviá en la zona de El Toro.

El paseo Calviá (en catalán passeig Calvià) es un paseo peatonal, deportivo y temático que se extiende por el municipio español de Calviá, en la isla de Mallorca. Consiste en el mayor parque lineal de Europa. Está considerado como el pulmón verde del municipio. El paseo une y recorre la mayoría de sus núcleos de población a lo largo de 32 kilómetros, algunos de ellos parte de la antigua carretera C-719. Su filosofía se basa en priorizar el tránsito viandante. En su creación se tuvo en cuenta facilitar la conexión peatonal y ciclista entre los núcleos de población del municipio, así como elemento revalorizador de la oferta turística, y también como forma de conectar caminos y rutas turísticas alternativas que penetran el interior de las localidades y su litoral. Con un presupuesto básico de 255 000€, comenzó a construirse en 2003.

## Recorrido
Los núcleos de población implicados en su recorrido son los siguientes:
- Cas Català-Ses Illetes.
- Costa de la Calma.
- Bendinat.
- Portals Nous.
- Palmanova.
- Magaluf.
- Son Ferrer.
- El Toro.
- Santa Ponsa.
- Galazón.
- Paguera.

## Arquitectura
Su diseño mantiene una temática que se adapta a la idiosincrasia de las distintas zonas por las que transcurre, cambiando de estilo según la historia del lugar e incluyendo ornamentos representativos. Los elementos de apoyo decorativo incluyen bancos, papeleras, iluminación nocturna continua, aparatos de gimnasia, árboles, juegos e insignias (como la roca que se instaló inaugurando las obras del tramo de Son Ferrer y el molino de Santa Ponsa). Algunas rotondas principales han sido decoradas con un enorme número de varios metros de alto, otras con marjada y olivos, y otras con estatuas con inscripciones de la historia del lugar. El paseo atraviesa los núcleos de población más importantes, llegando a bordear la costa entre bahías y pequeñas calas. En la localidad turística de Santa Ponsa, se extiende hasta el monumento del conquistador Jaime I.